# Lucrezia di Cosimo I de' Medici
Lucrezia de' Medici (Firenze, 14 febbraio 1545 – Ferrara, 21 aprile 1561) è stata una nobildonna italiana, figlia dell'allora duca Cosimo I de' Medici e della duchessa Eleonora di Toledo.
Il 3 luglio 1558 sposò il duca Alfonso II d'Este e come sua prima moglie fu duchessa consorte di Ferrara, Modena e Reggio, dal 1559 fino alla sua stessa morte (avvenuta nel 1561).
Alla duchessa Lucrezia è dedicato un monologo drammatico dal titolo My Last Duchess (La mia ultima duchessa), opera del poeta inglese Robert Browning.

## Biografia

### Infanzia
Fu la quinta figlia del duca di Firenze, poi granduca di Toscana, Cosimo I de' Medici e di Eleonora di Toledo (figlia del viceré di Napoli Pedro Álvarez de Toledo). Crebbe nel clima brillante della Firenze medicea, anche se la sua educazione fu molto severa, modellata sul rigido cerimoniale di corte spagnolo della madre.

### Matrimonio
Nel 1557 per suggellare la pace tra Ercole II d'Este e Filippo II di Spagna fu deciso che il principe di Ferrara, Alfonso, sposasse Maria de' Medici, primogenita di Cosimo I, alleato del re di Spagna e mediatore del trattato. Tuttavia, Maria morì poco dopo di malaria e venne sostituita dalla sorella minore Lucrezia.
Il principe Alfonso fece il suo ingresso solenne a Firenze il 18 maggio 1558 e il 3 luglio vennero celebrate le nozze con Lucrezia in una cappella di Palazzo Vecchio. Tuttavia, poiché la ragazza non era ancora sessualmente matura, la duchessa Eleonora pretese di avere ancora con sé la figlia finché non fosse stata donna. Tre giorni dopo le nozze Alfonso lasciò Firenze, mentre Lucrezia continuò a vivere insieme alla sorella Isabella negli appartamenti della austera madre, isolata dal resto del mondo.

### Duchessa consorte di Ferrara

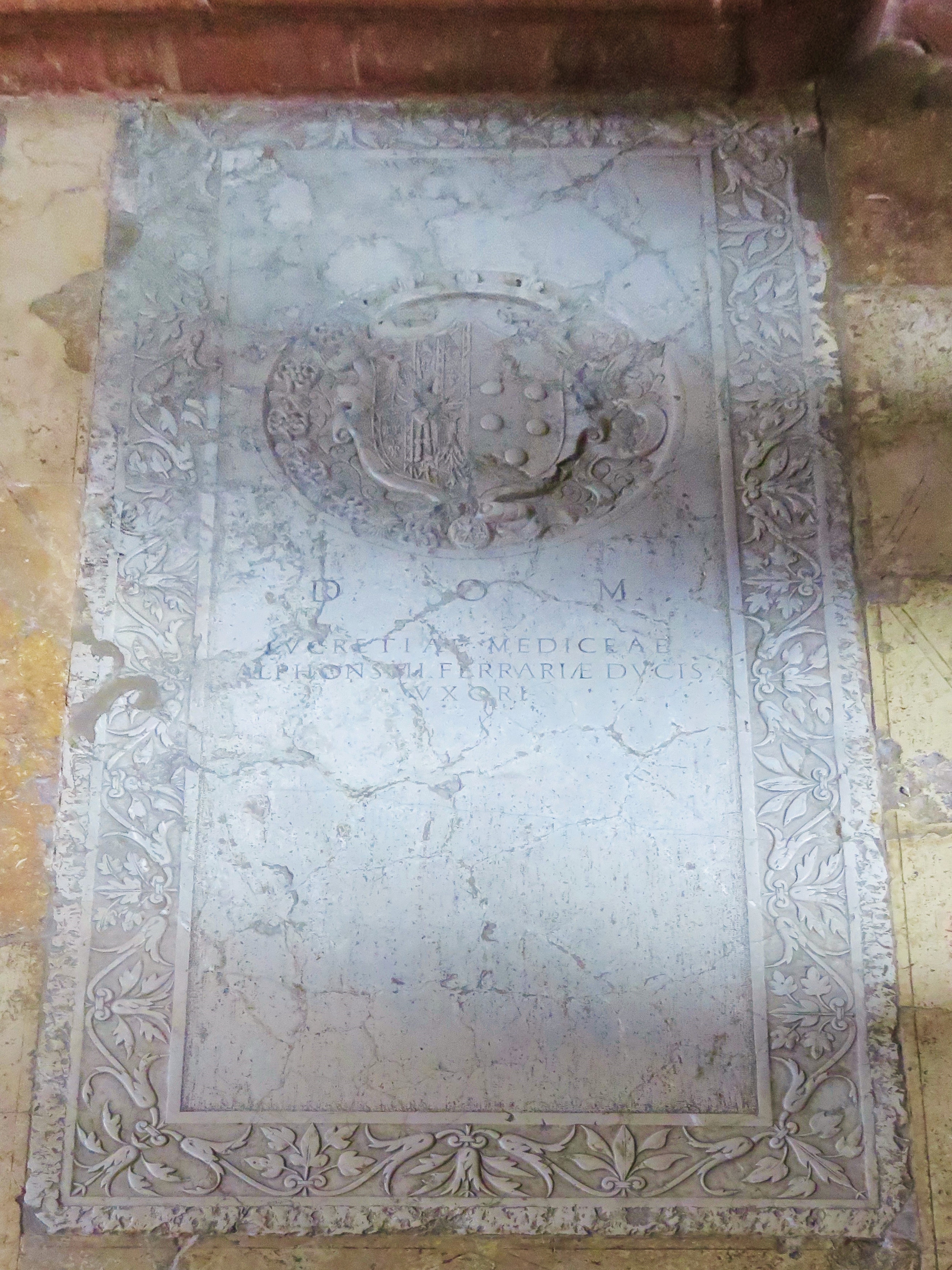
Monastero del Corpus Domini (Ferrara): tomba di Lucrezia de' Medici.

Alla morte del duca Ercole II - avvenuta il 3 ottobre 1559 - Alfonso divenne duca di Ferrara, Modena e Reggio col nome di Alfonso II d'Este e di conseguenza Lucrezia divenne duchessa consorte. Lucrezia lasciò la corte medicea e il 17 febbraio 1560 fece il suo ingresso trionfale a Ferrara. Tuttavia, restò isolata anche nella sua nuova corte e meno di un anno dopo morì di tisi, dopo due mesi di sofferenze, accudita da un medico fiorentino inviato appositamente dal padre. Sulla sua morte circolarono infondate storie di avvelenamento. La duchessa fu sepolta a Ferrara nel Monastero del Corpus Domini, luogo in cui trovavano riposo i membri della famiglia estense.
Alfonso II e Lucrezia non avevano avuto figli, pertanto il duca si risposò altre due volte per assicurarsi un erede: nel 1565 con l'arciduchessa Barbara d'Asburgo e nel 1579 con Margherita Gonzaga. Non ebbe figli da nessuna moglie e la sua morte decretò la fine del dominio estense sul ducato di Ferrara, inglobato dallo Stato pontificio. Il ducato di Modena e Reggio invece passò al nipote Cesare d'Este, discendente di un ramo illegittimo degli Este.
Di Lucrezia ci resta un bel ritratto di Agnolo Bronzino in un enigmatico vestito nero, una delle varietà di colore più pregiate e costose, che fa risaltare i suoi candidi lineamenti.
Lucrezia è l'«ultima duchessa» di My Last Duchess (La mia ultima duchessa), il monologo drammatico in versi di Robert Browning pubblicata per la prima volta con il titolo Italy nel 1842 nella raccolta Dramatic Lyrics (Liriche drammatiche) e nel 1845 con il titolo attuale, nella raccolta Dramatic Romances and Lyrics (Liriche e monologhi drammatici).

## Ascendenza
|                                  |                                       |                                       | Genitori                     |  |  | Nonni |  |  | Bisnonni             |  |  | Trisnonni                |  |
|                                  |                                       |                                       |                              |  |  |       |  |  | Giovanni il Popolano |  |  | Pierfrancesco il Vecchio |  |
|                                  |                                       |                                       |                              |  |  |       |  |  | Giovanni il Popolano |  |  | Pierfrancesco il Vecchio |  |
|                                  |                                       | Laudomia Acciaiuoli                   |                              |  |  |       |  |  | Giovanni il Popolano |  |  |                          |  |
| Giovanni dalle Bande Nere        |                                       |                                       |                              |  |  |       |  |  | Giovanni il Popolano |  |  |                          |  |
|                                  |                                       | Caterina Sforza                       | Galeazzo Maria Sforza        |  |  |       |  |  |                      |  |  |                          |  |
|                                  |                                       | Caterina Sforza                       | Galeazzo Maria Sforza        |  |  |       |  |  |                      |  |  |                          |  |
|                                  |                                       | Caterina Sforza                       | Lucrezia Landriani           |  |  |       |  |  |                      |  |  |                          |  |
| Cosimo I de' Medici              |                                       | Caterina Sforza                       |                              |  |  |       |  |  |                      |  |  |                          |  |
|                                  |                                       | Jacopo Salviati                       | Giovanni Salviati            |  |  |       |  |  |                      |  |  |                          |  |
|                                  |                                       | Jacopo Salviati                       | Giovanni Salviati            |  |  |       |  |  |                      |  |  |                          |  |
|                                  |                                       | Jacopo Salviati                       | Elena Gondi                  |  |  |       |  |  |                      |  |  |                          |  |
| Maria Salviati                   |                                       | Jacopo Salviati                       |                              |  |  |       |  |  |                      |  |  |                          |  |
|                                  |                                       | Lucrezia di Lorenzo de' Medici        | Lorenzo de' Medici           |  |  |       |  |  |                      |  |  |                          |  |
|                                  |                                       | Lucrezia di Lorenzo de' Medici        | Lorenzo de' Medici           |  |  |       |  |  |                      |  |  |                          |  |
|                                  |                                       | Lucrezia di Lorenzo de' Medici        | Clarice Orsini               |  |  |       |  |  |                      |  |  |                          |  |
| Lucrezia di Cosimo I de' Medici  |                                       | Lucrezia di Lorenzo de' Medici        |                              |  |  |       |  |  |                      |  |  |                          |  |
|                                  | Fadrique Álvarez de Toledo y Enríquez | García Álvarez de Toledo y Carrillo   |                              |  |  |       |  |  |                      |  |  |                          |  |
|                                  | Fadrique Álvarez de Toledo y Enríquez | García Álvarez de Toledo y Carrillo   |                              |  |  |       |  |  |                      |  |  |                          |  |
|                                  | Fadrique Álvarez de Toledo y Enríquez | María Enríquez de Quiñones y Cossines |                              |  |  |       |  |  |                      |  |  |                          |  |
| Pedro Álvarez de Toledo y Zúñiga | Fadrique Álvarez de Toledo y Enríquez |                                       |                              |  |  |       |  |  |                      |  |  |                          |  |
|                                  |                                       | Isabel de Zúñiga y Pimentel           | Álvaro de Zúñiga y Guzmán    |  |  |       |  |  |                      |  |  |                          |  |
|                                  |                                       | Isabel de Zúñiga y Pimentel           | Álvaro de Zúñiga y Guzmán    |  |  |       |  |  |                      |  |  |                          |  |
|                                  |                                       | Isabel de Zúñiga y Pimentel           | Leonor Pimentel y Zúñiga     |  |  |       |  |  |                      |  |  |                          |  |
| Eleonora di Toledo               |                                       | Isabel de Zúñiga y Pimentel           |                              |  |  |       |  |  |                      |  |  |                          |  |
|                                  |                                       | Luis Pimentel y Pacheco               | Rodrigo Alonso Pimentel      |  |  |       |  |  |                      |  |  |                          |  |
|                                  |                                       | Luis Pimentel y Pacheco               | Rodrigo Alonso Pimentel      |  |  |       |  |  |                      |  |  |                          |  |
|                                  |                                       | Luis Pimentel y Pacheco               | María Pacheco y Portocarrero |  |  |       |  |  |                      |  |  |                          |  |
| María Osorio y Pimentel          |                                       | Luis Pimentel y Pacheco               |                              |  |  |       |  |  |                      |  |  |                          |  |
|                                  |                                       | Juana Osorio y Bazán                  | Pedro Álvarez Osorio         |  |  |       |  |  |                      |  |  |                          |  |
|                                  |                                       | Juana Osorio y Bazán                  | Pedro Álvarez Osorio         |  |  |       |  |  |                      |  |  |                          |  |
|                                  |                                       | Juana Osorio y Bazán                  | María de Bazán               |  |  |       |  |  |                      |  |  |                          |  |
|                                  |                                       | Juana Osorio y Bazán                  |                              |  |  |       |  |  |                      |  |  |                          |  |